# 院坪站
院坪站（韓語：원평역）是朝鮮民主主義人民共和國咸镜北道金策市院坪里的一個鐵路車站，属于平罗线。

## 邻近车站
平罗线
業億站 - 院坪站 - 芦洞站